# 朝陽戰鬥 (北洋政府時期)
朝陽戰鬥發生於1924年9月13日－22日，地點則是在中國熱河省東南。是北洋政府時期直奉戰爭戰鬥之一，交戰兩方為直一軍及奉二路。戰鬥末了，奉軍攻下朝陽（今属辽宁省）。